# (1092) Lilium
(1092) Lilium és un asteroide que forma part del cinturó d'asteroides i va ser descobert per Karl Wilhelm Reinmuth el 12 de gener de 1924 des de l'observatori de Heidelberg-Königstuhl, Alemanya.
Inicialment es va designar com 1924 PN. Posteriorment va ser anomenat pel lilium, un gènere de plantes liliàcies entre les quals es troben els lliris.
Lilium orbita a una distància mitjana de 2,9 ua del Sol, podent allunyar-se'n fins a 3,143 ua i acostar-se fins a 2,658 ua. Té una inclinació orbital de 5,389° i una excentricitat de 0,08362. Triga a completar una òrbita al voltant del Sol 1804 dies.